# Triangolo nero (UFO)
Con triangolo nero o triangolo volante si definisce una tipologia di oggetti volanti non identificati di forma triangolare. Tali oggetti sono conosciuti anche come Big Black Deltas (BBDs). 

## Avvistamenti segnalati
Avvistamenti sporadici di UFO triangolari sono stati segnalati già negli anni cinquanta (come l'incidente di Carson Sink, indagato nell'ambito del Progetto Blue Book), ma le segnalazioni sono diventate più frequenti a partire dalla fine degli anni ottanta. Gli avvistamenti di questo tipo di UFO si sono verificati soprattutto negli Stati Uniti d'America e nel Regno Unito, prevalentemente nelle ore serali. 
I testimoni degli avvistamenti hanno descritto questi presunti oggetti come triangoli di colore scuro, con luci di colore bianco ai vertici; a volte è stata segnalata una quarta luce di colore rosso, posta al centro del triangolo. 
Gli avvistamenti più noti di UFO triangolari sono i seguenti:
- Ondata belga del 1989-1990: fra il 1989 e il 1990 si verificò in Belgio una serie di avvistamenti di UFO triangolari.
- Incidente di Cosford-Shawbury (Regno Unito): il 31 marzo 1997 parecchi testimoni segnalarono l'avvistamento di un oggetto triangolare in Devon e Cornovaglia[2].
- Avvistamento di Phoenix (USA): il 31 marzo 1997 furono osservate nel cielo di Phoenix alcune luci in formazione a triangolo.
- Triangolo di St. Clair (USA): il 5 gennaio 2000 diversi cittadini della contea di St. Clair segnalarono al numero di emergenza della polizia l'avvistamento di un oggetto triangolare con luci ai vertici. L'oggetto fu avvistato anche da alcuni ufficiali di polizia[3].
- Luci di Tinley Park (USA): fra il 2004 e il 2006 si verificò a Tinley Park una serie di avvistamenti di massa di tre luci rosse disposte in formazione a triangolo.

## Ipotesi
Per spiegare gli avvistamenti di UFO triangolari, alcuni ufologi chiamano in causa veicoli extraterrestri, mentre secondo altri si tratterebbe invece di aerei sperimentali segreti, come l'Aurora o il TR-3 Black Manta.
Gli scettici hanno avanzato diverse ipotesi alternative, tra cui: luci di aerei o elicotteri (come nel caso di Cosford-Shawbury), razzi di segnalazione lanciati da aerei militari (come nel caso di Phoenix), dirigibili (come nel caso del Triangolo di St. Clair), mongolfiere o riflessi delle luci di atterraggio di aerei. Alcuni casi si possono spiegare con satelliti di tipo NOSS, che viaggiano in orbita attorno alla Terra in gruppi di tre.
Secondo un rapporto del Ministero della Difesa (MoD) britannico riguardante lo studio di avvistamenti di UFO nel Regno Unito, che è stato declassificato e pubblicato nel 2006, la maggior parte degli UFO triangolari sarebbero in realtà formazioni di plasma gassoso fluttuante e carico elettricamente. Tali formazioni avrebbero il potere di interagire tra loro provocando fenomeni di rifrazione della luce, dando l'apparenza di una forma poligonale con le luci ai vertici. Queste formazioni di plasma avrebbero inoltre effetti elettromagnetici ancora sconosciuti, che potrebbero ingannare i testimoni degli avvistamenti, causando allucinazioni, attacchi di panico e altri eventi psicotici, anche a lungo termine.